# 匈牙利人入侵歐洲

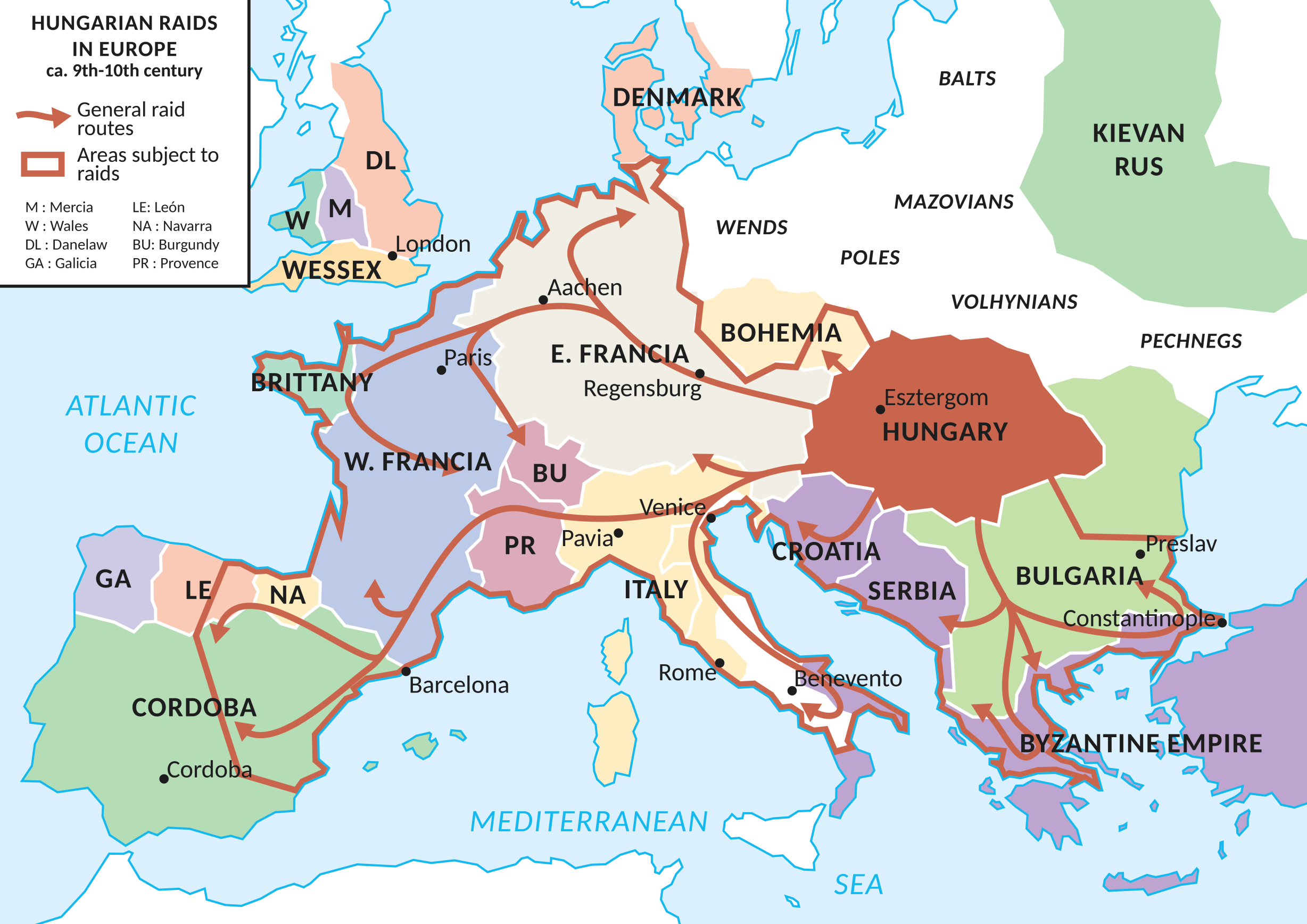
9到10世紀匈牙利人入侵歐洲的路線

匈牙利人入侵歐洲（匈牙利語：kalandozások）是指9世纪和10世纪時期，匈牙利人（马扎尔人）入侵前加洛林帝国統治地區的過程。
匈牙利人首先占领了潘諾尼亞平原，之後又向西進攻前法兰克王国領土，同時又向南進攻拜占庭帝国。直到955年第二次莱希菲尔德之战爆發、匈牙利人戰敗，匈牙利人才不再西进。至於對拜占帝國的進攻更是持續至匈牙利王国建立後才停止。